# Panfoods
Panfoods România este o companie producătoare de cafea din România, care face parte din grupul brazilian Iguacu, specializat pe producția cafelei solubile.
Compania deține brandul de cafea Amigo, cu care deținea o cotă de 27,3% din piața cafelei solubile în ianuarie 2007.
Compania a fost înființată în anul 2002, moment care a marcat o schimbare în strategia de distribuție a cafelei Amigo la nivel național.
Înainte de înființarea reprezentanței grupului brazilian în România, Amigo era adus prin importatori independenți pe piața locală încă din anul 1982.
Compania deține o unitate de ambalare a pliculețelor de cafea solubilă Amigo la Târgoviște, județul Dâmbovița, care a intrat în funcțiune în anul 2002, și unde lucrau aproximativ 40 de persoane în anul 2007.
Cifra de afaceri:
- 2007: 11,8 milioane euro[2]
- 2005: 9,5 milioane euro[1]